# Celeste Buckingham
Celeste Rizvana Buckingham, conosciuta come Celeste Buckingham (Zurigo, 3 maggio 1995), è una cantautrice svizzera naturalizzata slovacca.

## Biografia
Nata da madre svizzera, di nome Zarin (classe 1961) e da padre americano di nome Thomas (classe 1954), ha discendenze irlandesi, britanniche, iraniane e russe. Trascorse i suoi primi anni ad Anchorage ma nel 1999 si trasferì in Slovacchia. Da piccola prese lezione di canto e danza classica e latina e imparò a suonare la chitarra e il pianoforte.
Ha pubblicato insieme a sua sorella Carmel Buckingham con l'etichetta Divis-Slovakia nel 2007. Nel 2011 è stata finalista al Czech&Slovak SuperStar. In seguito ha pubblicato il suo primo singolo intitolato Blue Guitar e Nobody Knows, e poi nel 2012 il singolo Run Run Run che è entrato, come i suoi precedenti, nelle classifiche principali della Repubblica Ceca e della Slovacchia;  ed è stata candidata agli MTV Europe Music Awards. Nel 2012 ha pubblicato il suo primo album che ha raggiunto la posizione numero 37 nella IFPI. Ha anche vinto alcuni premi come l'OTO Awards, l'Óčko Music Awards, lo Slávik Awards e il Žebřík Music Awards.

## Discografia

### Album
| Anno | Titolo                                                                                        | Posizione massima  |
| Anno | Titolo                                                                                        | Czech Albums chart |
| ---- | --------------------------------------------------------------------------------------------- | ------------------ |
| 2012 | Don't Look Back - Pubblicato: 3 aprile 2012 - Etichetta: EMI - Formato: CD, Download digitale | 37                 |

### Singoli
| Anno                                                                            | Singolo      | Posizione più alta | Posizione più alta | Posizione più alta | Posizione più alta | Album           |
| Anno                                                                            | Singolo      | Slovacchia         | Slovacchia         | CZ                 | CZ                 | Album           |
| Anno                                                                            | Singolo      | 50                 | 100                | 50                 | 100                | Album           |
| ------------------------------------------------------------------------------- | ------------ | ------------------ | ------------------ | ------------------ | ------------------ | --------------- |
| 2011                                                                            | Blue Guitar  | 7                  | 38                 | —                  | —                  | Don't Look Back |
| 2011                                                                            | Nobody Knows | 4                  | 48                 | 7                  | 28                 | Don't Look Back |
| 2012                                                                            | Run Run Run  | 1                  | 2                  | 1                  | 2                  | Don't Look Back |
| 2012                                                                            | Never Be You | —                  | 47                 | 9                  | 42                 | solo singolo    |
| "—" indica un singolo non entrato in classifica o non pubblicato in quel Paese. |              |                    |                    |                    |                    |                 |